# 譚一召
譚一召（1553年—？），字忠卿、敬微，號華南，江西南安府大庾縣人，民籍，明朝政治人物。

## 生平
萬曆元年（1573年）癸酉科江西鄉試第十六名舉人，八年（1580年）中式庚辰科會試第八十二名，三甲第一百四十五名進士。刑部觀政，授遂溪縣知縣，十年（1582年）調東莞縣知縣，十四年（1586年）調臨武縣知縣，十六年（1588年）升松江府同知，二十一年（1593年）升南京刑部廣西司郎中，論高攀龍、吳弘濟事，觸及首輔王錫爵，削籍為民，二十五年（1597年）起復原職。天啟三年（1623年）贈光祿寺少卿。

## 家族
曾祖譚憲；祖父譚晉；父譚大綱，教諭。前母朱氏、周氏；母楊氏。